# نولان نورث
نولان نورث (بالإنجليزية: Nolan North)‏ (ولد في 31 أكتوبر 1970) هو ممثل أفلام ومؤدي أصوات أمريكي ولد في كونيتيكت في الولايات المتحدة. عرف بتأديته لصوت ناثان دريك بطل سلسلة أنشارتد ، كما أنه قام بتنفيذ التقاط الحركة للشخصية .
عمل نولان كمراسل في مدينة نيو جيرسي قبل أن ينتقل إلى نيويورك . هو متزوج ولديه طفلين . من ألعاب الفيديو التي ظهر صوته فيها : لعبة أساسنز كريد (صوت ديزموند مايلز) ، برنس أوف بيرشيا (صوت الأمير) ، فاينل فانتسي 12 ، كول أوف ديوتي: ورلد أت وور وكول أوف ديوتي: بلاك أوبس ، كما أدى صوت شخصية «البطريق» في لعبة باتمان: أركام سيتي وايضا أدى صوت شخصية «رزين الواسع» في كيف تروض تنينك وتنانين قرية بيرك وتنانين سباق الى الحافة.

نولان (في الوسط) مع بعض المعجبين

## أدواره في الرسوم المتحركة
- MAD - شخصيات عشوائية
- وولفرين والإكس-من - سكوت سمرز/سايكلوبس, بايرو، بيرزيركر
- جي آي جو: الهاربون - سنو جوب
- حماة الأرض - بالدر، بايلدرايفر, كيميسترو
- تي إم إن تي - رافييل
- فان بوي وتشام تشام - ثورفالد الأحمر
- ترانسفورمرز: برايم - سموكسكرين
- كيف تروض تنينك - رزين الواسع
- فرسان قرية بيرك - رزين الواسع

## أدواره في العاب الفيديو
- مارفل VS كابكوم 3 - ديدبول
- ألتيميت مارفل VS كابكوم 3 - ديدبول
- ترانسفورمرز: وور فور سايبرترون - براول
- انشارتد - نيثان دريك
- ذا لاست أوف أس - ديفيد
- أساسنز كريد - ديسموند مايلز
- بلاك أوبس - إدوارد ريكتوفن

## وصلات خارجية
- نولان نورث على موقع IMDb (الإنجليزية)
- نولان نورث على موقع ألو سيني (الفرنسية)
- نولان نورث على موقع أول موفي (الإنجليزية)
- نولان نورث على موقع قاعدة بيانات الأفلام السويدية (السويدية)
- نولان نورث على موقع ديسكوغز (الإنجليزية)
- نولان نورث على موقع قاعدة بيانات الفيلم (الإنجليزية)
- نولان نورث على موقع كينوبويسك (الروسية)